# Q-Max
Q-Max, auch Qatar-Max, ist eine Größenangabe für Schiffe. Sie bezieht sich auf Schiffe, die gerade noch den Hafen von Ras Laffan in Katar anlaufen können. Sie sind 345 m lang, 53,8 m breit und können 266.000 m³ verflüssigtes Erdgas transportieren. Das Q steht dabei für die englische Bezeichnung des Landes ‚Qatar‘.
Bisher sind 14 Schiffe dieser Größe – die Nakilat Q-Max-Klasse – von den Bauwerften Samsung Heavy Industries, Hyundai und DSME an die Reederei Qatar Gas Transport Company abgeliefert worden.